# 130. вечити дерби у фудбалу
130. вечити дерби у фудбалу је фудбалска утакмица одиграна у Београду 5. маја 2007. године, између Црвене звезде и Партизана. Утакмица се завршила резултатом 2 : 1 (1 : 0) за Црвену звезду.